# Municipio de Jackson (condado de Lycoming)
El municipio de Jackson  (en inglés: Jackson Township) es un municipio ubicado en el condado de Lycoming en el estado estadounidense de Pensilvania. En el año 2000 tenía una población de 414 habitantes y una densidad poblacional de 4.5 personas por km².

## Geografía
El municipio de Jackson se encuentra ubicado en las coordenadas 41°32′02″N 77°07′22″O / 41.53389, -77.12278.

## Demografía
Según la Oficina del Censo en 2000 los ingresos medios por hogar en la localidad eran de $40,568 y los ingresos medios por familia eran $40,000. Los hombres tenían unos ingresos medios de $28,958 frente a los $19,063 para las mujeres. La renta per cápita para la localidad era de $16,903. Alrededor del 6,7% de la población estaban por debajo del umbral de pobreza.